# フィル・シムズ
フィル・シムズ（Phillip Martin Simms 1954年11月3日 - ）は、アメリカ合衆国ケンタッキー州スプリングフィールド出身のアメリカンフットボールの元選手・解説者である。クォーターバックとして、1979年シーズンから1993年シーズンまでニューヨーク・ジャイアンツ一筋で15年間プレーした。
モアヘッド州立大学でカレッジフットボールをプレーした後、1979年のNFLドラフト1巡でニューヨーク・ジャイアンツに入団し、第21回スーパーボウルではスーパーボウル新記録となるパス成功率88%（22/25）という好成績でデンバー・ブロンコスを39対20で破り、MVPに選ばれた。 1985年、1993年にはプロボウルに選ばれた。
ジャイアンツでの15年間を33,462パスヤードで終えたシムズは引退後、ESPN、NBCスポーツで解説者を務め、現在はCBSスポーツで解説者を務めている。シムズの息子のクリス・シムズやマット・シムズもクォーターバックとしてNFL入りしている。

## プロ入りまで
ケンタッキー州スプリングフィールドで生まれた彼は小学校時代に同州ルイビルに引っ越した。高校ではクォーターバックを務め、1974年に卒業した。彼が進学したのはオハイオ・バレー・カンファレンスに所属するNCAA2部校のモアヘッド州立大学である。同大学はボールコントロールオフェンスを攻撃の中心としており、かつ最終学年での彼の成績はパス173回中92回成功（パス成功率53.2%）、1229ヤードを獲得、6タッチダウンに対して11インターセプトであった。1978年にチームはディビジョンI-AAに所属したがシーズン成績は2勝6敗1分に終わった。チームは彼の在学中の4年間毎年負け越ししており、ポストシーズンに進出することはなかった。大学通算成績は獲得ヤードこそ5,545ヤードと大学記録を更新したが、32タッチダウン、45インターセプトと目立った成績ではなかった。

## NFL

### NFLドラフト
1979年のNFLドラフトを前にサンフランシスコ・フォーティナイナーズのヘッドコーチに就任したビル・ウォルシュとアシスタントコーチのサム・ワイチがモアヘッド州立大学に来てワークアウトを実施、実際にドラフトで指名したジョー・モンタナより高く評価した。シムズが語ったところによるとNFLの20チームのスカウトが彼を見に来ていたが、全米では無名の彼がドラフト1巡全体7位でニューヨーク・ジャイアンツに指名された際、ほとんどのファンは「シムズとはいったい誰だ?」という状況であった。

### ニューヨーク・ジャイアンツ
1年目の1979年、彼は10試合に先発出場し6勝4敗、初先発から5試合は全て勝利、1743ヤードを獲得し、13タッチダウンパスを投げて、NFLオールルーキーチームに選ばれた。新人王の投票ではチームメートのオーティス・アンダーソンに次いで2位となった。
1980年から1983年までの4シーズンは十分な活躍を見せることができなかった。1980年は2,321ヤードを獲得、タッチダウンパス15回、インターセプト19回で終えた。
1981年は11月15日のワシントン・レッドスキンズ戦で肩を脱臼、パス成功率54.4%、2,031ヤードを獲得、11タッチダウン、9インターセプトであった。シムズの欠場中はスコット・ブラナーが先発し、プレーオフ2回戦まで進出した。
1982年はニューヨーク・ジェッツとのプレシーズンゲームでひざ関節を負傷、シーズンを全休した。シーズン終了後、レイ・パーキンスヘッドコーチはアラバマ大学のヘッドコーチに就任するために退任、守備コーディネーターのビル・パーセルズがヘッドコーチに就任した。パーセルズはエースQBにブラナーを指名、シムズはトレードを志願したが、彼の声は無視された。
1983年の6戦目のフィラデルフィア・イーグルス戦で先発ブラナーに代わって途中出場したが、2度目のドライブで右手親指を負傷、シーズン絶望となった。このとき彼は他の選手のヘルメットが指に当たって骨折したが、親指はぶらぶらになり、指の骨が露出した。この欠場している時期にチームの攻撃コーディネーターからゲームフィルムを学習するよう指導され、NFLのディフェンス、自チームの体形、パスプロテクションのスキームをより理解できるようになり、スクリメージラインでのオーディブル能力が向上した。
トレーニングキャンプでも怪我に強くなる肉体改造を行った彼は、1984年、NFC2位の4,044ヤードを獲得、22タッチダウンパスを決めてチームはプレーオフに進出した。この年彼はプロボウルにも出場、プロボウルでは3タッチダウンパスを決めて、MVPに選ばれた。
1985年は3,829ヤードを獲得、22タッチダウンパスを投げた。この年ジャイアンツは10勝したが、これは1963年以来の好成績であった。この年のシンシナティ・ベンガルズ戦では513ヤードを獲得、これはNFL歴代5位の記録となっている。
1986年、3,487ヤードを獲得、21タッチダウンパスをあげた。チームは14勝2敗で終えた。 第11週のミネソタ・バイキングス戦では第4Q終盤に第4ダウン残り17ヤードの場面でボビー・ジョンソンにパスを通し、ロール・アレグレの逆転FGで22-20と勝利した。
1987年1月23日にデンバー・ブロンコスと対戦した第21回スーパーボウルで彼はパス25回中22回成功、268ヤードを獲得、パスを10回連続成功させるなど、成功率88%、QBレイティングは150.9となった（QBレイティングのポストシーズン新記録）。ジャイアンツは39-20で勝利、シムズがMVPに選ばれた。
ストライキで短縮された1987年、彼は2,230ヤードを獲得、17タッチダウンパス、9インターセプトで、QBレイティングでNFC2位となったがチームは6勝9敗でプレーオフを逃した。
1988年、パス成功率54,9%、3,359ヤードを獲得、21タッチダウン、11インターセプトでチームは10勝6敗の成績をあげたが、タイブレークルールでわずかの差によりプレーオフを逃した。
1989年、チームは開幕から9試合を8勝1敗、最終的に12勝4敗でシーズンを終えた。彼はこの年、パス成功率56,3%、3,061ヤードを獲得、14タッチダウン、14インターセプトの成績をあげた。シーズンの大半の試合では活躍したが、フィラデルフィア・イーグルス、サンフランシスコ・フォーティナイナーズとの2戦で7回のターンオーバーを喫し、そのうち6回は失点につながった。チームはプレーオフでロサンゼルス・ラムズに13-19で敗れた。
1990年、NFCトップのQBレイティング92.7をマーク、先発した試合で11勝3敗の成績をあげたが、第15週のバッファロー・ビルズ戦で足を骨折した。控えQBのジェフ・ホステトラーが代役を務め、第25回スーパーボウルでバッファロー・ビルズを20-19で破り勝利した。スーパーボウルでの勝利を最後にパーセルズヘッドコーチは健康上の理由でヘッドコーチを退任、ランニングバックコーチのレイ・ハンドリーが後任ヘッドコーチとなった。
1991年、ハンドリーはホステトラーをエースQBに指名、シムズの出場は第13週まではわずか2試合にとどまった。タンパベイ・バッカニアーズ戦でホステトラーが背中を負傷した後、先発QBに返り咲いたが、先発4試合中1勝しかできず、チームは8勝8敗でプレーオフを逃した。
1992年は、先発QB争いでホステトラーに勝ちエースQBとなったが、第4週のロサンゼルス・レイダース戦で腕に重傷を負い、シーズン残り試合を欠場した。1991年、1992年の2年間の合計成績は、パス成功率59.3%、1,905ヤードを獲得、13タッチダウン、7インターセプトであった。チームは6勝10敗に終わりシーズン終了後ハンドリーヘッドコーチは解任され、元デンバー・ブロンコスのヘッドコーチであるダン・リーブスがヘッドコーチに就任した。リーブスはホステトラーを放出、シムズを先発QBに指名した。
1993年、全16試合に先発した彼は11勝5敗、プレーオフのミネソタ・バイキングス戦でも勝利した。シーズン終了後、肩甲骨の間接唇の手術を行った。手術は成功し、トレーニングキャンプでのチーム練習への復帰が期待されたが、1994年no
の補足ドラフトでデイブ・ブラウンを獲得したジャイアンツから6月に解雇された。その後、彼は現役引退を発表した。なおアリゾナ・カージナルスのヘッドコーチであったバディ・ライアンはシムズの獲得を欲していたがサラリーキャップの関係で断念した。またクリーブランド・ブラウンズのビル・ベリチックヘッドコーチも彼の獲得に興味を持っていたが実現しなかった。
ジャイアンツでの14シーズンで彼はパス4,647回中2,576回成功、33,462ヤードを獲得、199タッチダウンパスを投げた。引退時点で彼のパス獲得ヤードは、NFL歴代11位であった。また349回のランで1,252ヤードを走り、6タッチダウンをあげた。彼がジャイアンツで作ったパス記録は、後にイーライ・マニングに更新された。
1995年8月、9月4日の開幕戦で彼の背番号11がジャイアンツの永久欠番となることが発表された。

### 現役引退後
1995年にクリーブランド・ブラウンズでプレーすることを一時検討したが、現役には復帰しなかった。
2001年8月27日のスポーツ・イラストレイテッドの記事の中で最も過小評価されたNFLのQBであると書かれた。
1995年9月4日のダラス・カウボーイズとのシーズン開幕戦のハーフタイムに彼の背番号11を永久欠番とするセレモニーが行われた。その際、彼はユニフォームを着用、ローレンス・テイラーにロングパスを投げた。テイラーは後にこのパスについて、パスを落としたらどうしようと、キャリアのどのプレーよりも緊張したと語っている。
引退後、1994年にESPNの放送チームに加わり、その後ディック・エンバーグ、ポール・マグワイアとチームを組み、NBCのブロードキャストクルーの一員となった。第30回スーパーボウル、第32回スーパーボウルの放送メンバーとなった。
1996年アトランタオリンピックのウェイトリフティング競技での実況やNBCの放送するNBAの試合でのサイドラインレポーターも務めた。1998年にNBCからCBSに移籍、グレッグ・ガンベル、ジム・ナンツとチームを組んだ。
CBSのソープオペラ、アズ・ザ・ワールド・ターンズにも出演している。
またビデオゲームのマッデンNFLのマッデンNFL13, マッデンNFL25, マッデンNFL15, マッデンNFL16にも登場している。
2015年、2016年のNFLネットワークが放送するサーズデイナイトフットボールの解説も行ったが、2017年からはトニー・ロモが起用され、彼はザ・NFLトゥデイに出演している。

## 成績
| 年   | チーム | GP                       | Att                      | Com                      | Pct                      | Yds                      | TD                       | Int                      | Rate                     |
| ---- | ------ | ------------------------ | ------------------------ | ------------------------ | ------------------------ | ------------------------ | ------------------------ | ------------------------ | ------------------------ |
| 1979 | NYG    | 12                       | 265                      | 134                      | 50.6                     | 1743                     | 13                       | 14                       | 66.0                     |
| 1980 | NYG    | 13                       | 402                      | 193                      | 48.0                     | 2321                     | 15                       | 19                       | 58.9                     |
| 1981 | NYG    | 10                       | 316                      | 172                      | 54.4                     | 2031                     | 11                       | 9                        | 74.0                     |
| 1982 | NYG    | 怪我により、シーズン全休 | 怪我により、シーズン全休 | 怪我により、シーズン全休 | 怪我により、シーズン全休 | 怪我により、シーズン全休 | 怪我により、シーズン全休 | 怪我により、シーズン全休 | 怪我により、シーズン全休 |
| 1983 | NYG    | 2                        | 13                       | 7                        | 53.8                     | 130                      | 0                        | 1                        | 56.6                     |
| 1984 | NYG    | 16                       | 533                      | 286                      | 53.7                     | 4044                     | 22                       | 18                       | 78.1                     |
| 1985 | NYG    | 16                       | 495                      | 275                      | 55.6                     | 3829                     | 22                       | 20                       | 78.6                     |
| 1986 | NYG    | 16                       | 468                      | 259                      | 55.3                     | 3487                     | 21                       | 22                       | 74.6                     |
| 1987 | NYG    | 9                        | 282                      | 163                      | 57.8                     | 2230                     | 17                       | 9                        | 90.0                     |
| 1988 | NYG    | 15                       | 479                      | 253                      | 54.9                     | 3359                     | 21                       | 11                       | 82.1                     |
| 1989 | NYG    | 15                       | 405                      | 228                      | 56.3                     | 3061                     | 14                       | 14                       | 77.6                     |
| 1990 | NYG    | 14                       | 311                      | 184                      | 59.2                     | 2284                     | 15                       | 4                        | 92.7                     |
| 1991 | NYG    | 6                        | 141                      | 82                       | 58.3                     | 993                      | 8                        | 4                        | 87.0                     |
| 1992 | NYG    | 4                        | 137                      | 83                       | 60.6                     | 812                      | 5                        | 3                        | 83.3                     |
| 1993 | NYG    | 16                       | 400                      | 247                      | 61.8                     | 3038                     | 15                       | 9                        | 88.3                     |
| 通算 | 通算   | 164                      | 4647                     | 2576                     | 55.4                     | 33462                    | 199                      | 157                      | 78.5                     |